# Halloween '81
Halloween '81 (abbreviazione di Halloween '81: Live at The Palladium, N.Y.C.) è un album di Frank Zappa pubblicato nel 2020.

## Descrizione
Si tratta di un album live composto da sei dischi. Le registrazioni vennero tenute in 3 concerti in due date diverse.

## Tracce
CD 1: "October 31, 1981 (Early Show); Part One"
Testi e musiche di Frank Zappa.
1. Chunga's Revenge – 5:30
2. "The Finest Night Of The Year" – 3:05
3. You Are What You Is (Take 1) – 1:13
4. You Are What You Is (Take 2) – 3:46
5. Mudd Club – 2:53
6. The Meek Shall Inherit Nothing – 3:13
7. Dumb All Over – 5:42
8. Heavenly Bank Account – 4:06
9. Suicide Chump – 5:43
10. Jumbo Go Away – 3:52
11. Envelopes – 3:08
12. Drowning Witch – 8:46
13. What's New in Baltimore? – 3:47
14. Moggio – 2:45
15. We're Turning Again – 5:04
16. Alien Orifice – 5:20

Durata totale: 67:53
CD 2: "October 31, 1981 (Early Show); Part Two"
Testi e musiche di Frank Zappa, eccetto dove indicato.
1. Teen-Age Prostitute – 2:32
2. Flakes – 5:14
3. Broken Hearts Are For Assholes – 4:10
4. The Blue Light – 4:46
5. Tinsel Town Rebellion – 4:56
6. Yo Mama – 9:46
7. Bobby Brown Goes Down – 2:40
8. City of Tiny Lites – 9:40
9. "We're Not Gonna Stand For It!" – 1:53
10. Strictly Genteel – 7:30
11. Dancin' Fool – 3:44
12. Whipping Post – 7:06 (Gregg Allman)

Durata totale: 63:57
CD 3: "October 31, 1981 (Late Show); Part One"
Testi e musiche di Frank Zappa.
1. Black Napkins – 5:09
2. "A Historical Event" – 2:03
3. Montana – 3:48
4. Easy Meat – 6:50
5. Society Pages – 2:33
6. I'm A Beautiful Guy – 1:55
7. Beauty Knows No Pain – 2:56
8. Charlie's Enormous Mouth – 3:40
9. Fine Girl – 3:13
10. Teen-Age Wind – 3:01
11. Harder Than Your Husband – 2:35
12. Bamboozled By Love – 5:32
13. Sinister Footwear II – 6:55
14. Stevie's Spanking – 6:09
15. Commercial Break – 1:55

Durata totale: 58:14
CD 4: "October 31, 1981 (Late Show); Part Two"
Testi e musiche di Frank Zappa, eccetto dove indicato.
1. Cocaine Decisions – 3:46
2. Nig Biz – 5:12
3. Doreen – 2:07
4. Goblin Girl – 1:49
5. The Black Page No. 2 – 7:06
6. Tryin' to Grow A Chin – 2:29
7. Strictly Genteel – 7:46
8. The Torture Never Stops – 11:48
9. "The Real Show Keeps Going" – 1:10
10. Joe's Garage – 2:30
11. Why Does It Hurt When I Pee? – 2:48
12. The Illinois Enema Bandit – 9:23
13. "The Halloween Tradition" – 2:32
14. King Kong – 11:07
15. Auld Lang Syne – 1:52 (Robert Burns)

Durata totale: 73:25
CD 5: "November 1, 1981; Part One"
Testi e musiche di Frank Zappa.
1. Zoot Allures – 7:17
2. "The Last Of Our Halloween Shows" – 2:59
3. I'm the Slime – 2:39
4. Pound for a Brown – 10:03
5. Dave & Al – 5:20
6. Cosmik Debris – 4:05
7. Montana – 3:47
8. Easy Meat – 7:39
9. Dumb All Over – 6:34
10. Heavenly Bank Account – 4:03
11. Suicide Chump – 5:43
12. Jumbo Go Away – 3:50
13. Envelopes – 2:56
14. Drowning Witch – 9:57

Durata totale: 76:52
CD 6: "November 1, 1981; Part Two"
Testi e musiche di Frank Zappa, eccetto dove indicato.
1. What's New in Baltimore? – 4:59
2. Moggio – 2:40
3. We're Turning Again – 5:02
4. Alien Orifice – 5:13
5. Teen-Age Prostitute – 2:34
6. Sinister Footwear II – 6:29
7. Stevie's Spanking – 6:34
8. Cocaine Decisions – 3:40
9. Nig Biz – 5:06
10. Goblin Girl – 2:25
11. The Black Page No. 2 – 8:25
12. Whipping Post – 7:18 (Gregg Allman)
13. Broken Hearts Are For Assholes – 4:09
14. The Torture Never Stops – 12:19

Durata totale: 76:53

## Formazione
- Frank Zappa - chitarra, voce
- Ray White - chitarra, voce
- Steve Vai - chitarra, voce
- Tommy Mars - tastiere
- Robert "Bobby" Martin - tastiere, sassofono, voce
- Ed Mann - percussioni, voce
- Scott Thunes - basso, voce
- Chad Wackerman - batteria